# Once (album Nightwish)
Once – piąty studyjny album fińskiego zespołu symfoniczno-metalowego Nightwish, wydany 7 czerwca 2004 roku przez wytwórnię płytową Nuclear Blast.

## Opis albumu
Płyta została nagrana z Londyńską Orkiestrą Symfoniczną, która zagrała m.in. do filmu Władca Pierścieni czy też Harry Potter. Został wykorzystany także chór indiański do piosenki Creek Mary’s Blood.
Na okładce widnieje rzeźba "Anioł Smutku" wykonana przez Williama Wetmore’a Story’ego. Dzieło to można podziwiać na cmentarzu protestanckim w Rzymie. Motyw ten można spotkać także u zespołów takich jak: Evanescence, Odes of Ecstasy czy The Tea Party.
Jest to ostatnia studyjna płyta Nightwish w składzie z Tarją Turunen. Po zakończeniu 2-letniej trasy koncertowej Tarja otrzymała list od zespołu, w którym poinformowali ją o zakończeniu współpracy. List ten został również opublikowany na oficjalnej stronie zespołu.

## Lista utworów
Opracowano na podstawie materiału źródłowego.
1. "Dark Chest Of Wonders" - 4:28
2. "Wish I Had An Angel" - 4:06
3. "Nemo" - 4:36
4. "Planet Hell" - 4:39
5. "Creek Mary’s Blood" - 8:30
6. "The Siren" - 4:45
7. "Dead Gardens" - 4:28
8. "Romanticide" - 4:58
9. "Ghost Love Score" - 10:02
10. "Kuolema Tekee Taiteilijan" - 3:59
11. "Higher Than Hope" - 5:35

| Special Platinum Edition |
| --- |
| 1. "Dark Chest Of Wonders" - 4:28 2. "Wish I Had An Angel" - 4:06 3. "Nemo" - 4:36 4. "Planet Hell" - 4:39 5. "Creek Mary’s Blood" - 8:30 6. "The Siren" - 4:45 7. "Dead Gardens" - 4:28 8. "Romanticide" - 4:58 9. "Ghost Love Score" - 10:02 10. "Kuolema Tekee Taiteilijan" - 3:59 11. "Higher Than Hope" - 5:35 12. "Live To Tell The Tale" - 5:02 13. "White Night Fantasy" - 4:04 14. "Nemo" (teledysk, reżyseria: Antti Jokinen) – 4:06 |

| Special Edition Bonus Disc |
| --- |
| 1. "Nemo" - 4:36 2. "Live To Tell The Tale" - 5:02 3. "Nemo" (Orchestral Version) – 4:38 4. "Nemo" (teledysk, reżyseria: Antti Jokinen) – 4:06 |

| Russian/UK Special Edition Bonus Disc |
| --- |
| 1. "Wish I Had An Angel" (Album Version) – 4:08 2. "Ghost Love Score" (Orchestral Version) – 10:46 3. "Where Were You Last Night" - 3:52 4. "Wish I Had An Angel" (Demo Version) – 4:08 |

| Japanese/American/Australian Edition |
| --- |
| 1. "Dark Chest Of Wonders" - 4:28 2. "Wish I Had An Angel" - 4:06 3. "Nemo" - 4:36 4. "Planet Hell" - 4:39 5. "Creek Mary’s Blood" - 8:30 6. "The Siren" - 4:45 7. "Dead Gardens" - 4:28 8. "Romanticide" - 4:58 9. "Ghost Love Score" - 10:02 10. "Kuolema Tekee Taiteilijan" - 3:59 11. "Higher Than Hope" - 5:35 12. "White Night Fantasy" - 4:04 13. "Live To Tell The Tale" - 5:02 |

| DVD Audio |
| --- |
| 1. "Dark Chest Of Wonders" - 4:28 2. "Wish I Had An Angel" - 4:06 3. "Nemo" - 4:36 4. "Planet Hell" - 4:39 5. "Creek Mary’s Blood" - 8:30 6. "The Siren" - 4:45 7. "Dead Gardens" - 4:28 8. "Romanticide" - 4:58 9. "Ghost Love Score" - 10:02 10. "Kuolema Tekee Taiteilijan" - 3:59 11. "Higher Than Hope" - 5:35 12. "White Night Fantasy" - 4:01 13. "Symphony Of Destruction" (cover Megadeth, Live) – 4:18 14. "Creek Mary’s Blood" (Orchestral Version) – 7:13 15. "Ghost Love Score" (Orchestral Version) – 10:46 16. "Nemo" (teledysk, reżyseria: Antti Jokinen) – 4:06 17. "Wish I Had An Angel" (teledysk, reżyseria: Uwe Boll) – 4:07 |

| Vinyl Back On Black Records Edition |
| --- |
| Strona A 1. "Dark Chest Of Wonders" - 4:28 2. "Wish I Had An Angel" - 4:06 3. "Nemo" - 4:36 Strona B 1. "Planet Hell" - 4:39 2. "Creek Mary’s Blood" - 8:30 3. "The Siren" - 4:45 Strona C 1. "Dead Gardens" - 4:28 2. "Romanticide" - 4:58 3. "Ghost Love Score" - 10:02 Strona D 1. "Kuolema Tekee Taiteilijan" - 3:59 2. "Higher Than Hope" - 5:35 |

## Listy sprzedaży
| Lista                   | Kraj              | Pozycja |
| ----------------------- | ----------------- | ------- |
| Top Heatseekers         | Stany Zjednoczone | 42.     |
| OLiS                    | Polska            | 16.     |
| Sverigetopplistan       | Szwecja           | 3       |
| Ultratop 50             | Belgia            | 30      |
| MegaCharts              | Holandia          | 11      |
| Suomen virallinen lista | Finlandia         | 1       |
| SNEP                    | Francja           | 9       |
| Media Control Charts    | Niemcy            | 1       |
| VG-lista                | Norwegia          | 1       |
| Schweizer Hitparade     | Szwajcaria        | 4       |
| Ö3 Austria Top 40       | Austria           | 4       |